# Ripley entre deux eaux
Pour les articles homonymes, voir Ripley.
Ripley entre deux eaux (Ripley Under Water) est un roman policier de la romancière américaine Patricia Highsmith, publié en 1991.
Ce thriller psychologique est le cinquième et dernier roman que Patricia Highsmith a consacrée au personnage de Tom Ripley.

## Résumé
Tom Ripley vit toujours près de Fontainebleau, dans une belle propriété fleurie, avec ses tableaux et sa charmante épouse Héloïse.
Tout va parfaitement bien, jusqu'à ce qu'un couple d’Américains voisins, les Pritchard, tentent d’en savoir plus sur le passé de Tom. Ils posent notamment des questions sur la disparition d’un certain Murchison, venu quelque temps plus tôt enquêter sur une affaire de faux tableaux.